# Maltezer
Maltezer (Mljetski pas, Mljetski psić, Maltezer, Maltezac, Maltež (središnja Dalmacija i okolica Zadra), Maltežanin), je stara pseća pasmina.

## Opis
Maltezeri imaju meku, dugu, bijelu i svilenkastu dlaku (neki maltezeri imaju uši boje svijetlog limuna), crnu njuškicu i duboke crne oči, koje se kriju ispod šiški. Krzno im može imati tragove blijede narančaste nijanse. Iako izgleda ljupko kao plišana igračkica, on je mnogo više od kućnog ljubimca koji se drži na krilu i obasipa maženjem. Maltezer je vrlo zaigran i hrabar, odan je zaštitnik svoga gospodara i s njegovom se djecom najradije igra.
Jedan je od hipoalergenskih pasmina pasa.  
Ovaj majušni pas može težiti od 1,4 do 3 kg, a ako se udeblja i ulijeni, za to je kriv samo njegov vlasnik, koji ga previše hrani ili mu čak daje slatkiše. 
Mužjak i ženka su otprilike jednako teški.

### Duljina života
Prosječna životna dob iznosi 10 do 13 godina, a u nekim slučajevima životna dob je dulja.

## Povijest pasmine
Maltezer se smatra jednom od najljepših pasmina u FCI grupi IX odnosno grupi pasa za pratnju. Pasmina je bila poznata još u vrijeme stare Grčke i Rima, o njenom porijeklu pisali su Strabon i Plinije Stariji. Charles Darwin ga smješta u razdoblje 6000 godina pr. Kr.[nedostaje izvor] Prva slika maltezera potječe iz Egipta, točnije grada Fayum, a povjesničari je smještaju u razdoblje između 600 i 300 godina pr. Kr.
Postoje razne kinološke špekulacije o tome od kojih pasmina je nastao pa postoje dvije teorije o njegovom nastanku: Jedna je da je nastao od psa sličnom špicu koji se u to vrijeme koristio kao lovna pasmina u šumskim područjima južne Europe. Navodno je pasmina tada putem nomadskih plemena prenesena do Mediterana, a kasnije i na Daleki istok.
Hrvatski kinolozi i povjesničari veterine smatraju kako pasmina potječe s našeg otoka Mljeta (latinski: Melita), što priznaje većina kinoloških stručnjaka, koji se pozivaju na Kalimaha Kirenjanina, Plinija Starijega i Stjepana Bizantinca.